# San Diego International Airport

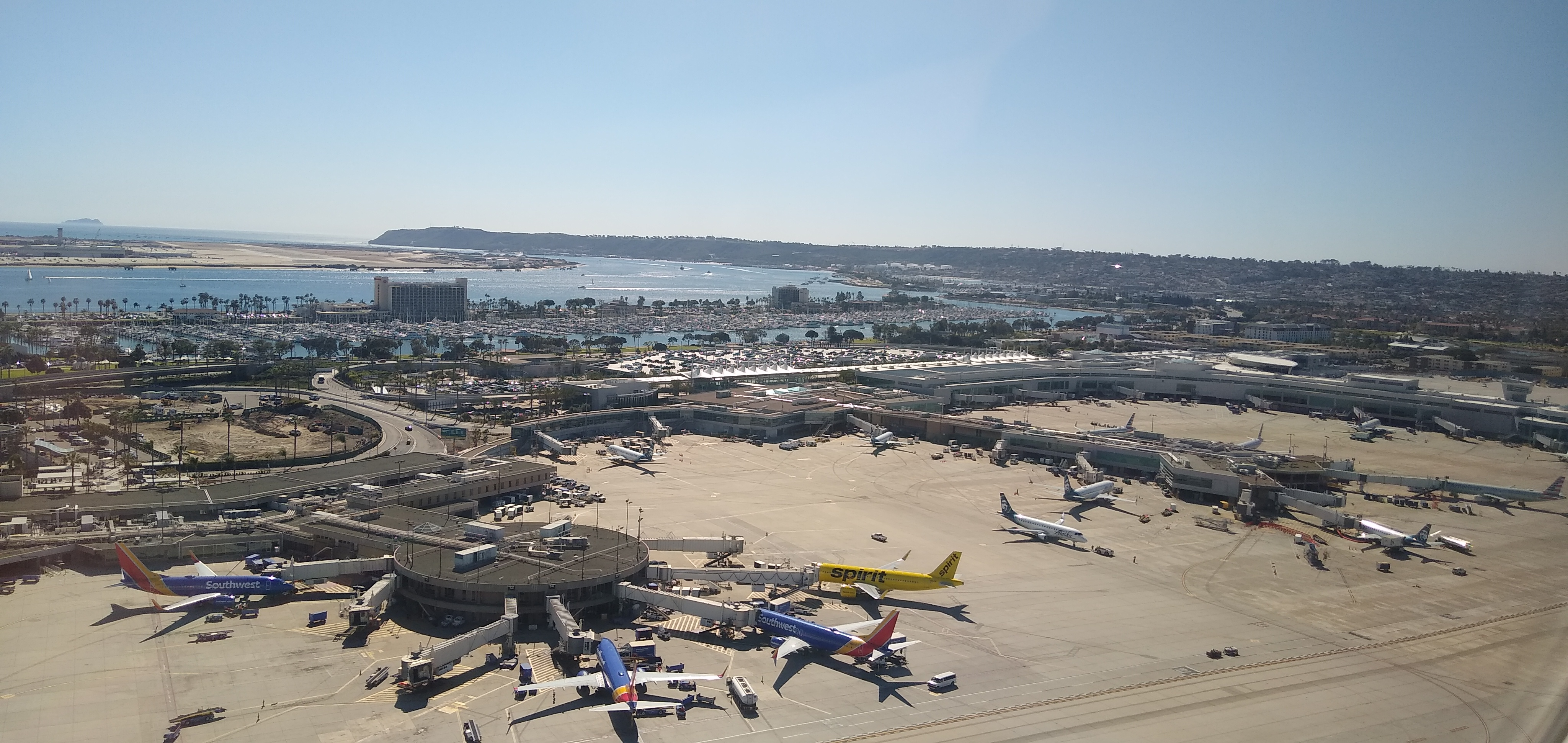
Luchtfoto San Diego Airport

San Diego International Airport (IATA: SAN, ICAO: KSAN) is de internationale luchthaven van San Diego in de Amerikaanse staat Californië. De luchthaven ligt ongeveer 4,8 km ten noordwesten van het centrum van San Diego en beslaat een oppervlakte van 268 hectare. Het is de derde drukste luchthaven van Californië qua passagiersverkeer en de drukste luchthaven in de Verenigde Staten met slechts één start- en landingsbaan.
De luchthaven is eigendom van en wordt geëxploiteerd door de San Diego County Regional Airport Authority. Het luchtruim wordt gecontroleerd vanuit het Southern California TRACON (Terminal Radar Approach Control). De landingsaanvlucht naar de luchthaven voert dicht langs de hoogbouw van het centrum van San Diego, wat de nadering uitdagend maakt. Dit komt onder andere door de relatief korte bruikbare landingsbaan, een steile daalhoek over de heuvel van Bankers Hill en variabele windstromen vlak voor de landing.

## Geschiedenis
Voordat de luchthaven werd aangelegd, bevond zich op deze locatie een rivierdelta waar de San Diego River uitmondde in de baai van San Diego. De rivier werd later omgeleid, zodat deze parallel aan Mission Bay uitmondt in de Stille Oceaan.
Hoewel de luchthaven zich dicht bij de locatie van de voormalige Ryan Airlines-fabriek bevindt, is het niet dezelfde locatie als Dutch Flats Airport. Dat vliegveld, waar Charles Lindbergh in 1927 de Spirit of St. Louis testte voor zijn historische trans-Atlantische vlucht, lag aan de andere kant van de Marine Corps Recruit Depot San Diego, nabij het kruispunt van Midway en Barnett Avenues.
Aangespoord door Lindberghs vlucht en trots op het feit dat zijn vliegtuig in San Diego was gebouwd, stemde de stad in 1928 voor de financiering van een gemeentelijke luchthaven met twee start- en landingsbanen. Lindbergh steunde het initiatief en gaf toestemming zijn naam eraan te verbinden. Op 16 augustus 1928 werd de luchthaven officieel ingewijd als San Diego Municipal Airport – Lindbergh Field, tijdens een ceremonie waarbij 140 marine- en 82 legervliegtuigen een fly-over uitvoerden.

## Passagiersverkeer
In 2024 verwerkte San Diego International Airport een recordaantal van 25,24 miljoen passagiers, waarmee het het drukste jaar in de geschiedenis van de luchthaven was. Dit overtrof het vorige record van 25,18 miljoen passagiers in 2019, vóór de COVID-19-pandemie. 

### Luchtvaartmaatschappijen en bestemmingen
Vanaf april 2025 biedt de luchthaven non-stop passagiersvluchten aan naar 76 binnenlandse en 11 internationale bestemmingen in 7 landen, uitgevoerd door 23 luchtvaartmaatschappijen.

#### Internationale bestemmingen in Europa
San Diego International Airport heeft directe vluchten naar de volgende Europese bestemmingen:
- Amsterdam (AMS) – KLM Royal Dutch Airlines start op 8 mei 2025 met drie wekelijkse vluchten tussen San Diego en Amsterdam. [9]
- Londen Heathrow (LHR) – British Airways voert dagelijkse vluchten uit naar Londen en verhoogt de frequentie naar twee vluchten per dag vanaf april 2024.
- München (MUC) – Lufthansa biedt non-stop vluchten aan naar München, Duitsland. [10]

### Terminalontwikkeling
De luchthaven ondergaat momenteel een grootschalige vernieuwing van Terminal 1, bekend als het "New T1"-project. Deze ontwikkeling is gericht op het verbeteren van de passagierservaring en het accommoderen van de groeiende vraag naar luchtverkeer.